# Скіри
Скіри (Skiren, Sciri, Scirians, лат. Skirii) — східногерманське плем'я з готської мовної групи племен, раніше вважалося також кельтським плем'ям, яке жило спочатку біля Балтійського моря і по Віслі на північ від Карпат. Деякі дослідники відносять скірів до слов'янських племен.
У ІІІ ст. до н. е. з'єднавшись з ругами і герулами, під натиском інших племен, попрямували до Чорного моря.
230 р. до н. е. вони, разом бастарнами осаджували Ольвію. Після мирного договору з Римською імперією жили разом з бастарнами на північному сході від Чорного моря. За часів скіфського царя Скілура племена причорномор'я захопили в Західному Криму Керкінітіду, Калос-Лімен («Прекрасну гавань») та інші володіння Херсонесу, підкорили Ольвію, в якій карбували монету з ім'ям Скілура.
Протягом наступних шести століть історичні посилання на скірів мають спорадичний характер, але достатній, щоб впевнитись у безперервності їхнього існування. У 4 столітті нашої ери, деякі з племен скірів жили в Карпатах, де вони зазнали поразки від гунів. У V ст. всі племена скірів стали васалами гунів.
404–405 роках під проводом гунського князя Улдіна, скіри поступають на службу до «Magister militum» Західної Римської імперії. У часи розквіту імперії гунів під керівництвом Аттіли, скіри стають потужною піхотою для його війська.
Після розпаду імперії гунів, частина скірів приєдналась до ост- або вест- готів, а інші стали служити Римській імперії.
Близько 454 року вони з'явилися на Середньому Дунаї і в нинішній Моравії. Як самостійне плем'я, скіри абсолютно загинули в боротьбі з остготами в 457–471 роках.
Сліди їх загубилися між ругами і свевами або серед римських найманців та вояків римського імператора Одоакра.